# Apotropina nigricornis
Apotropina nigricornis är en tvåvingeart som först beskrevs av Oswald Duda 1930.  Apotropina nigricornis ingår i släktet Apotropina och familjen fritflugor. Inga underarter finns listade.